# 哈克尼區
哈克尼區（英語：London Borough of Hackney，/lʌndən bʌɹə ɒv ˈhɛkni/ⓘ）是英國英格蘭大倫敦內倫敦的自治市，人口208,400，面積19.06平方公里。1907年5月，俄国社会民主工党第五次代表大会在此地的一处教堂举行。

## 旅遊

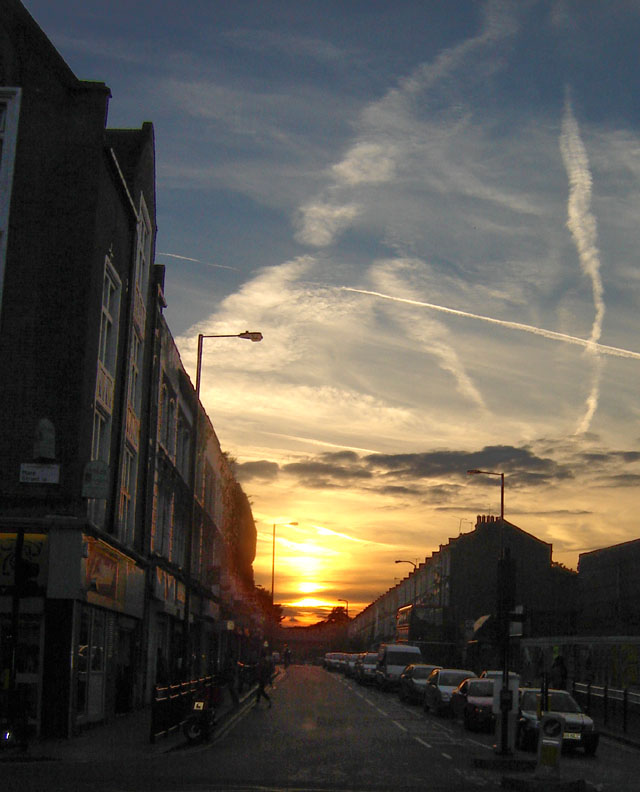
Graham Street的日落

## 外部連結
- （英文） 哈克尼區政府網

51°32′N 0°05′W / 51.533°N 0.083°W